# 미스 아시아 퍼시픽 인터내셔널
미스 아시아 퍼시픽 인터내셔널(Miss Asia Pacific International)은 1965년에 전문가 그룹과 시민 중심의 사업가들이 설립하고 조직 되었다.
원래 아시아, 중동 및 태평양 지역의 참여 국가들 사이에서 평화, 친선, 무역 및 관광을 촉진하려는 주된 의도를 가진 비영리 단체이다.
미스코리아 수상자가 나가던 전통있는 세계대회이다. 1965년 미스 아시아로 시작, 1984년 미스 아시아 퍼시픽으로 대회명이 변경되어 2003년까지 개최했다. 2004년에는 미개최 후 2005년 미스 아시아 퍼시픽 인터내셔널로 대회명이 변경, 1회 개최 후 대회가 없어졌다가 2016년부터 부활했다. 하지만 미스코리아는 더 이상 참가하지 않는다.
2019년 한국대표 김나영이 출전하였다.
미스 아시아 퍼시픽 인터내셔널에 출전 할 한국대표를 선발하는 국내대회는 2019년까지 미스그린코리아 선발대회에서 진행하였으나, 2020년부터는 메이저 세계대회인 미스 투어리즘 퀸 인터내셔널, 페이스 오브 뷰티 인터내셔널과 함께 새롭게 진행되는 미스 로얄 코리아 선발대회에서 수상한 미인들이 출전하게 된다.

## 연도별 수상자
| 연도 | 판     | 이름                     | 국가           | 참가자 |
| ---- | ------ | ------------------------ | -------------- | ------ |
| 1965 | 1번째  | 앤젤라 필머              | 말레이시아     | 18     |
| 1968 | 2번째  | 메이시 시                | 중화민국       | 12     |
| 1969 | 3번째  | 서원경                   | 대한민국       | 13     |
| 1970 | 4번째  | 지낫 아만                | 인도           | 15     |
| 1971 | 5번째  | 플로라 바자              | 괌             | 15     |
| 1972 | 6번째  | 자넷 쿠츠                | 오스트레일리아 | 14     |
| 1973 | 7번째  | 타라 폰세카              | 인도           | 14     |
| 1974 | 8번째  | 수지 커리                | 오스트레일리아 | 16     |
| 1975 | 9번째  | 에바 아르니              | 파푸아뉴기니   | 18     |
| 1976 | 10번째 | 재클린 스튜어트          | 싱가포르       | 17     |
| 1977 | 11번째 | 린다 엠란                | 인도네시아     | 17     |
| 1978 | 12번째 | 시리폰 사방룸            | 태국           | 15     |
| 1979 | 13번째 | 아일라 알타스            | 튀르키예       | 15     |
| 1980 | 14번째 | 로레인 맥그레이디        | 오스트레일리아 | 16     |
| 1981 | 15번째 | 베르나딘 세나나야케      | 스리랑카       | 16     |
| 1982 | 16번째 | 마리아 사라고사          | 필리핀         | 14     |
| 1983 | 17번째 | 글로리아 디마야악        | 필리핀         | 14     |
| 1984 | 18번째 | 멜렉 구르칸              | 튀르키예       | 19     |
| 1985 | 19번째 | 누리트 미즈라치          | 이스라엘       | 31     |
| 1986 | 20번째 | 헬렌 크로포드            | 뉴질랜드       | 32     |
| 1987 | 21번째 | 킬리니아 프라다          | 파나마         | 30     |
| 1988 | 22번째 | 프리야누치 판프라두브    | 태국           | 32     |
| 1989 | 23번째 | 로나 레가스피            | 필리핀         | 31     |
| 1992 | 24번째 | 탈리 벤 하루쉬           | 이스라엘       | 24     |
| 1993 | 25번째 | 미셸 알다나              | 필리핀         | 23     |
| 1994 | 26번째 | 제시카 타피아            | 페루           | 26     |
| 1995 | 27번째 | 윤미정                   | 대한민국       | 27     |
| 1996 | 28번째 | 가브리엘라 아길라르      | 코스타리카     | 27     |
| 1997 | 29번째 | 워라랏 수완나랏          | 태국           | 25     |
| 1998 | 30번째 | 키샤 알바라도            | 코스타리카     | 25     |
| 1999 | 31번째 | 줄리아나 아랑고          | 콜롬비아       | 25     |
| 2000 | 32번째 | 디아 미르자              | 인도           | 23     |
| 2001 | 33번째 | 루치아나 파르판          | 페루           | 19     |
| 2002 | 34번째 | 김소윤                   | 대한민국       | 25     |
| 2003 | 35번째 | 타티아나 니키티나        | 러시아         | 25     |
| 2005 | 36번째 | 레오노라 히메네스 (폐위) | 코스타리카     | 51     |
| 2005 | 36번째 | 예브게니야 라포바 (가정) | 러시아         | 51     |
| 2016 | 37번째 | 테사 르 콩쥬             | 네덜란드       | 40     |
| 2017 | 38번째 | 프란시엘리 오우리크스    | 브라질         | 42     |
| 2018 | 39번째 | 샤리파 아킬              | 필리핀         | 51     |
| 2019 | 40번째 | 차이엔 휘스만            | 스페인         | 54     |
| 2024 | 41번째 | 자넬리스 레이바          | 미국           | 33     |
| 2025 | 42번째 |                          |                |        |

## 타이틀 보유자
| 년도 | 미스 아시아 퍼시픽 인터내셔널 우승 (1위) | 준우승                            | 준우승                                     | 준우승                            | 준우승                          | 개최지           | 참가자 |
| 년도 | 미스 아시아 퍼시픽 인터내셔널 우승 (1위) | 2위                               | 3위                                        | 4위                               | 5위                             | 개최지           | 참가자 |
| ---- | ---------------------------------------- | --------------------------------- | ------------------------------------------ | --------------------------------- | ------------------------------- | ---------------- | ------ |
| 1995 | 대한민국 윤미정                          | 인도 루치트라 말호트라            | 대만 샤오핑 첸                             | 페루 로시오 델 필라르             | 말레이시아 프레비타 티야가라자  | 필리핀, 바기오   | 27     |
| 1996 | 코스타리카 가브리엘라 아길라르           | 필리핀 마릴린 마리스텔라          | 타히티섬 미르나 소머스                     | 페루 마리엘 오캄포                | 파나마 케냐 멜라이스            | 필리핀           | 27     |
| 1997 | 태국 워라랏 수완나랏                     | 인도 디비야 차우한                | 타히티섬 낸시 베로니카                     | 오스트레일리아 케리 아니타 루카스 | 칠레 가브리엘라 델라            | 필리핀           | 25     |
| 1998 | 코스타리카 키샤 알바라도 무리요          | 파나마 루르데스 루이스            | 피지 프리야 나이르                         | 오스트레일리아 클라라 리시        | 타히티섬 메투아 헤이모아나      | 필리핀           | 25     |
| 1999 | 콜롬비아 줄리아나 안드레아               | 러시아 안나 타타린체바            | 오스트레일리아 에이미 트로트               | 대만 왕 페이 완                   | 뉴질랜드 리앤 캐서린 소르비     | 필리핀, 케손시티 | 25     |
| 2000 | 인도 디야 미르자                         | 파나마 마리아넬라 살라사르        | 오스트레일리아 윈터 노엘 워싱턴            | 엘살바도르 카롤 이네스            | 태국 알렉산드라 크루즈          | 필리핀, 케손시티 | 23     |
| 2001 | 페루 루치아나 파르판                     | 멕시코 리젯 히메네즈              | 태국 완비사 캄댕 야이                      | 콜롬비아 카롤 이네스              | 필리핀 달린 짐머 카붕코         | 필리핀           | 19     |
| 2002 | 대한민국 김소윤                          | 러시아 크세니아 볼코바            | 인도 티나 채트왈                           | 필리핀 미리암 산 호세 추이        | 피지 아이쉬와라 수크데오        | 필리핀, 마닐라   | 25     |
| 2003 | 러시아 타티아나 니키티나                 | 인도 쇼날 라와트                  | 코스타리카 안드레아 로페스                 | 페루 트레이시 프룬트              | 말레이시아 사만다 웡 와이 잉    | 필리핀, 케손시티 | 25     |
| 2005 | 코스타리카 레오노라 히메네스 (사임)      | 러시아 예브게니야 라포바 (가정)   | 중국 장리루                                | 페루 클라우디아 데 제발로스       | 필리핀 제다 에르난데스          | 중국, 광저우     | 51     |
| 2016 | 네덜란드 테사 헬레나 르 콩지             | 태국 차완야 타놈웡                | 필리핀 가니엘 크리슈난                     | 쿡 제도 펠리시아 조지             | 대한민국 김소연                 | 필리핀, 팔라완   | 40     |
| 2017 | 브라질 프란시엘리 우리케스               | 뉴질랜드 아카시아 워커            | 온두라스 발레리아 카르도나                 | 네덜란드 모건 되엘위트            | 필리핀 일렌 드 베라             | 필리핀, 파사이   | 42     |
| 2018 | 필리핀 샤리파 아킬                       | 브라질 가브리엘라 팔마            | 코스타리카 제시카 멜라니아 곤잘레스 (폐위) | 몽골 미쉴트 나르만다크            | 베네수엘라 마리아니 나탈리 차콘 | 필리핀, 파사이   | 51     |
| 2018 | 필리핀 샤리파 아킬                       | 브라질 가브리엘라 팔마            | 몽골 미쉴트 나르만다크                     | 베네수엘라 마리아니 나탈리 차콘   | 네덜란드 라켈 소나타            | 필리핀, 파사이   | 51     |
| 2019 | 스페인 차이옌 휘스만                     | 도미니카 공화국 에오안나 콘스탄자 | 캐나다 제시카 빅토리아 치안치노            | 브라질 카롤리나 슐러              | 코스타리카 피오렐라 코르테즈    | 필리핀, 파사이   | 54     |
| 2024 | 미국 자넬리스 레이바                     | 멕시코 카렌 소피아 누네즈         | 벨기에 셀레나 알리                         | 필리핀 블레사 에리차 피게로아     | 스페인 제니퍼 프로코프          | 필리핀, 파사이   | 33     |
| 2025 |                                          |                                   |                                            |                                   |                                 |                  |        |

## 대한민국의 역대 출전자
| 연도        | 이름                        | 출전자격                                         | 수상                                               |
| ----------- | --------------------------- | ------------------------------------------------ | -------------------------------------------------- |
| 1965        | 미출전                      | 미출전                                           | 미출전                                             |
| 1966 ~ 1967 | 미개최                      | 미개최                                           | 미개최                                             |
| 1968        | 장혜선                      | 미스코리아 준미스코리아 미                       |                                                    |
| 1969        | 서원경                      | 미스코리아 준미스코리아 선                       | 우승                                               |
| 1970        | 미출전                      | 미출전                                           | 미출전                                             |
| 1971        | 홍신희                      | 미스코리아 정                                    | 3위                                                |
| 1972        | 신가정                      | 미스코리아 미                                    |                                                    |
| 1973        | 정금옥                      | 미스코리아 숙                                    | 4위, 최고의 민족의상, 미스 탤런트                  |
| 1974        | 미출전                      | 미출전                                           | 미출전                                             |
| 1975        | 김태희                      | 미스코리아 정                                    | 최고의 민족의상                                    |
| 1976        | 진숙                        | 미스코리아 미                                    | 미스 포토제닉                                      |
| 1977        | 정경숙                      | 미스코리아 진                                    | 최고의 민족의상, 미스 포토제닉                     |
| 1978        | 김영선                      | 미스코리아 미                                    |                                                    |
| 1979        | 박숙재                      | 미스코리아 미                                    |                                                    |
| 1980        | 이주연                      | 미스코리아 태평양                                |                                                    |
| 1981        | 강민정                      | 미스코리아 한국일보                              | 4위, 최고의 민족의상                               |
| 1982        | 김미선                      | 미스코리아 태평양                                | 5위, 미스 탤런트                                   |
| 1983        | 미출전                      | 미출전                                           | 미출전                                             |
| 1984        | 오숙희                      | 미스코리아 태평양                                |                                                    |
| 1985        | 임지연                      | 미스코리아 태평양                                | 2위, 최고의 이브닝 가운                            |
| 1986        | 서현경                      | 미스코리아 보령                                  | Top 16                                             |
| 1987        | 최은희                      | 미스코리아 태평양                                | 4위, 미스 포토제닉                                 |
| 1988        | 김미림                      | 미스코리아 미                                    | 5위                                                |
| 1989        | 채화정                      | 미스코리아 태평양                                |                                                    |
| 1990        | 신소령                      | 미스코리아 태평양                                | 미개최 (루손 지진)                                 |
| 1991        | 미개최 (피나투보 화산 폭발) | 미개최 (피나투보 화산 폭발)                      | 미개최 (피나투보 화산 폭발)                        |
| 1992        | 미출전                      | 미출전                                           | 미출전                                             |
| 1993        | 서연정                      | 미스코리아 태평양                                | 최고의 민족의상                                    |
| 1994        | 장미호                      | 미스코리아 에스페로                              | Top 12, 최고의 민족의상                            |
| 1995        | 윤미정                      | 미스코리아 선                                    | 우승                                               |
| 1996        | 이지희                      | 미스코리아 미                                    | Top 10, 최고의 이브닝 가운                         |
| 1997        | 여혜전                      | 미스코리아 미                                    | 미스 폰즈 뷰티플 스킨                              |
| 1998        | 양소현                      | 미스코리아 미                                    |                                                    |
| 1999        | 김효주                      | 미스코리아 드봉                                  |                                                    |
| 2000        | 장은진                      | 미스코리아 갤러리아                              | 최고의 민족의상                                    |
| 2001        | 김지혜                      | 미스코리아 골든듀                                | Top 10, 미스 탤런트                                |
| 2002        | 김소윤                      | 미스코리아 골든듀                                | 우승, 미스 폰즈, 미스 우정, 미스 포토제닉          |
| 2003        | 안춘영                      | 미스코리아 미                                    | 최고의 민족의상                                    |
| 2004        | 미개최                      | 미개최                                           | 미개최                                             |
| 2005        | 최영아                      | 미스코리아 모나리자                              |                                                    |
| 2006        | 김은지                      | 미스코리아 미                                    | 미개최                                             |
| 2007        | 김유미                      | 미스코리아 미                                    | 미개최                                             |
| 2006 ~ 2015 | 미개최 (대회 종료)          | 미개최 (대회 종료)                               | 미개최 (대회 종료)                                 |
| 2016 (부활) | 김소연                      | 개인 출전                                        | 5위, 비치 리조트 스파, 수영복 3위, 이브닝 가운 2위 |
| 2017        | 송현진                      | 미스그린코리아 선                                |                                                    |
| 2018        | 강송화                      | 개인 출전                                        |                                                    |
| 2019        | 김나영                      | 미스그린코리아 미                                |                                                    |
| 2020 ~ 2023 | 미개최 (코로나19 범유행)    | 미개최 (코로나19 범유행)                         | 미개최 (코로나19 범유행)                           |
| 2024        | 조하영                      | 미스인터콘티넨탈코리아 포토제닉상                |                                                    |
| 2025        | 김민                        | 2025 미스 아시아 퍼시픽 코리아 위너              | 미출전                                             |
| 2025        | 양희원                      | 2025 미스 그랜드, 인터내셔널 코리아 파이널리스트 | TBA                                                |
| 2026        | TBA                         | 2026 미스 아시아 퍼시픽 코리아 위너              | TBA                                                |

## 같이 보기
- 미스 로얄 코리아
- 세종대왕 소헌왕후 선발대회
- 미스 투어리즘 퀸 인터내셔널
- 페이스 오브 뷰티 인터내셔널
- 미스 그랜드 인터내셔널
- 미스 그랜드 코리아
- 미스 코리아
- 미스 유니버스
- 미스 월드
- 미스 인터내셔널
- 미스 어스
- 미스 수프라내셔널
- 미스 인터콘티넨탈
- 미스 참 인터내셔널
- 월드 미스 유니버시티